# Tennis Channel Open 1999 - Qualificazioni doppio
Le qualificazioni del doppio  del Tennis Channel Open 1999 sono state un torneo di tennis preliminare per accedere alla fase finale della manifestazione. I vincitori dell'ultimo turno sono entrati di diritto nel tabellone principale. In caso di ritiro di uno o più giocatori aventi diritto a questi sono subentrati i lucky loser, ossia i giocatori che hanno perso nell'ultimo turno ma che avevano una classifica più alta rispetto agli altri partecipanti che avevano comunque perso nel turno finale.
Le qualificazioni del doppio del torneo Tennis Channel Open 1999 prevedevano 4 coppie partecipanti di cui una è entrata nel tabellone principale.

## Teste di serie
1. Chris Haggard /  Aleksandar Kitinov (ultimo turno)

1. Andrew Kratzmann /  Jack Waite (primo turno)

## Qualificati
1. Jared Palmer  /   Nenad Zimonjić

## Tabellone

### Legenda
| - Q = Qualificato - WC = Wild card - LL = Lucky loser | - ALT = Alternate - SE = Special Exempt - PR = Protected Ranking | - w/o = Walkover - r = Ritirato - d = Squalificato |

|  | Primo turno | Primo turno                      | Primo turno                 | Primo turno | Primo turno |  |  | Ultimo turno | Ultimo turno                     | Ultimo turno                     | Ultimo turno | Ultimo turno |  |
|  |             |                                  |                             |             |             |  |  |              |                                  |                                  |              |              |  |
|  | 1           | Chris Haggard Aleksandar Kitinov | 6                           | 5           | 6           |  |  |              |                                  |                                  |              |              |  |
|  |             | Ed Carter Jeff Williams          | 4                           | 7           | 4           |  |  | 1            | Chris Haggard Aleksandar Kitinov | Chris Haggard Aleksandar Kitinov | 6            | 5            |  |
|  |             | Jared Palmer Nenad Zimonjić      | Jared Palmer Nenad Zimonjić | 6           | 6           |  |  |              | Jared Palmer Nenad Zimonjić      | Jared Palmer Nenad Zimonjić      | 7            | 7            |  |
|  | 2           | Andrew Kratzmann Jack Waite      | Andrew Kratzmann Jack Waite | 4           | 4           |  |  |              |                                  |                                  |              |              |  |